# Boeing 767

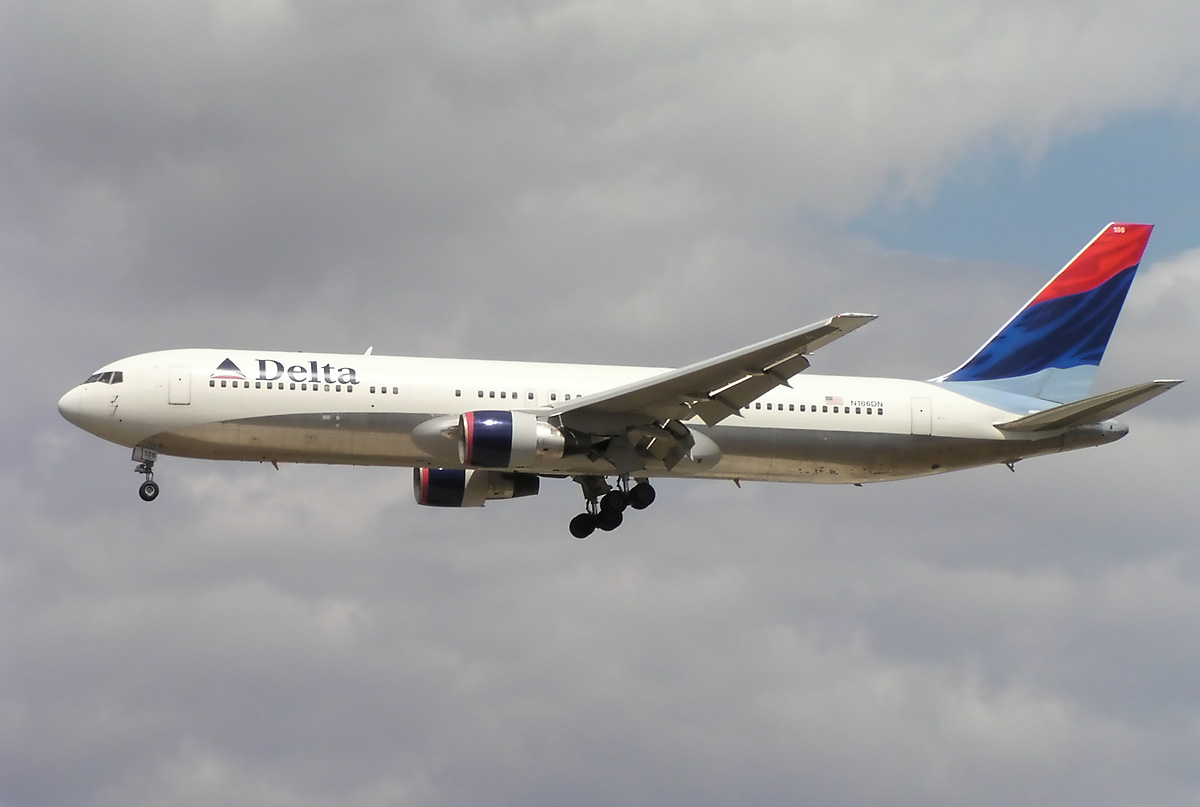
Un Boeing 767 de la companyia Delta Airlines.

El Boeing 767 és un avió de reacció de fuselatge ample de dos motors manufacturat per Boeing Commercial Airplanes. Les versions per passatgers del 767 poden transportar entre 181 i 375 passatgers, i tenen un abast d'entre 5.200 i 6.590 milles nàutiques (9.400-12.200 km), depenent de la variant i de la configuració de seients. El 767 entrà en servei comercial el 1982.

## Especificacions
|                                                                | 767-200                                                          | 767-200ER                                                        | 767-300                                                       | 767-300ER                                                     | 767-300F                                                      | 767-400ER                                                     |
| -------------------------------------------------------------- | ---------------------------------------------------------------- | ---------------------------------------------------------------- | ------------------------------------------------------------- | ------------------------------------------------------------- | ------------------------------------------------------------- | ------------------------------------------------------------- |
| Tripulació de cabina                                           | Dos                                                              | Dos                                                              | Dos                                                           | Dos                                                           | Dos                                                           | Dos                                                           |
| Capacitat de passatgers típica                                 | 181 (3-classes) 224 (2-classes) 255; opcionalment 290 (1-classe) | 181 (3-classes) 224 (2-classes) 255; opcionalment 290 (1-classe) | 218 (3-classes) 269 (2-classes) 350 (1-classe)                | 218 (3-classes) 269 (2-classes) 350 (1-classe)                | N/A                                                           | 245 (3-classes) 304 (2-classes) 375 (1-classe)                |
| Capacitat de càrrega                                           | 81,4 m³ 22 LD2                                                   | 81,4 m³ 22 LD2                                                   | 106,8 m³ 30 LD2s                                              | 106,8 m³ 30 LD2s                                              | 438 m³ 30 LD2 + 24 palets                                     | 129,6 m³ 38 LD2                                               |
| Longitud                                                       | 48,5 m                                                           | 48,5 m                                                           | 54,9 m                                                        | 54,9 m                                                        | 54,9 m                                                        | 61,4 m                                                        |
| Envergadura alar                                               | 47,6 m                                                           | 47,6 m                                                           | 47,6 m                                                        | 47,6 m                                                        | 47,6 m                                                        | 51,9 m                                                        |
| Àrea alar                                                      | 283,3 m²                                                         | 283,3 m²                                                         | 283,3 m²                                                      | 283,3 m²                                                      | 283,3 m²                                                      | 290,7 m²                                                      |
| Altura del fuselatge                                           | 5,41 m                                                           | 5,41 m                                                           | 5,41 m                                                        | 5,41 m                                                        | 5,41 m                                                        | 5,41 m                                                        |
| Amplada del fuselatge                                          | 5,03 m                                                           | 5,03 m                                                           | 5,03 m                                                        | 5,03 m                                                        | 5,03 m                                                        | 5,03 m                                                        |
| Amplada de cabina (interior)                                   | 4,72 m                                                           | 4,72 m                                                           | 4,72 m                                                        | 4,72 m                                                        | 4,72 m                                                        | 4,72 m                                                        |
| Capacitat màxima de combustible                                | 63.000 L                                                         | 91.000 L                                                         | 63.000 L                                                      | 91.000 L                                                      | 91.000 L                                                      | 91.000 L                                                      |
| Pes operatiu en buit                                           | 80.130 kg                                                        | 82.380 kg                                                        | 86.070 kg                                                     | 90.010 kg                                                     | 86.180 kg                                                     | 103.870 kg                                                    |
| Pes màxim a l'enlairament                                      | 142.880 kg                                                       | 179.170 kg                                                       | 158.760 kg                                                    | 186.880 kg                                                    | 186.880 kg                                                    | 204.120 kg                                                    |
| Abast màxim amb màxima càrrega                                 | 3.850 milles nàutiques (7.300 km) transatlàntic                  | 6.385 mn (11.825 km) transpacífic                                | 4.260 mn (7.900 km) transatlàntic                             | 5.990 mn (11.065 km) transpacífic                             | 3.255 mn (6.025 km) transcontinental                          | 5.625 mn (10.415 km) transpacífic                             |
| Velocitat de creuer                                            | Mach 0,80 (470 nusos, 851 km/h a altura de creuer d'11.000 m)    | Mach 0,80 (470 nusos, 851 km/h a altura de creuer d'11.000 m)    | Mach 0,80 (470 nusos, 851 km/h a altura de creuer d'11.000 m) | Mach 0,80 (470 nusos, 851 km/h a altura de creuer d'11.000 m) | Mach 0,80 (470 nusos, 851 km/h a altura de creuer d'11.000 m) | Mach 0,80 (470 nusos, 851 km/h a altura de creuer d'11.000 m) |
| Velocitat de creuer màxima                                     | Mach 0.86 (493 nusos, 913 km/h a altura de creuer d'11.000 m)    | Mach 0.86 (493 nusos, 913 km/h a altura de creuer d'11.000 m)    | Mach 0.86 (493 nusos, 913 km/h a altura de creuer d'11.000 m) | Mach 0.86 (493 nusos, 913 km/h a altura de creuer d'11.000 m) | Mach 0.86 (493 nusos, 913 km/h a altura de creuer d'11.000 m) | Mach 0.86 (493 nusos, 913 km/h a altura de creuer d'11.000 m) |
| Distància d'enlairament pes màxim, al nivell del mar i en ISA) | 1.768 m                                                          | 2.743 m                                                          | 2.410 m                                                       | 2.530 m                                                       | 2.621 m                                                       | 3.109 m                                                       |

Fonts: Boeing 767 specifications.